# Nord (яхта)
«Nord» — суперъяхта, принадлежащая российскому предпринимателю и владельцу Северсталь Алексею Мордашову. Построена на верфи немецкой судостроительной компании Lürssen. Дизайн яхты разработан венецианской студией Nuvolari & Lenard. Стоимость судна оценивается более чем в 500 миллионов долларов.
Представляет собой 142-метровую яхту, включает в себя 20 кают, способных вместить в себя до 36 гостей, и 6 палуб, одна из которых техническая. Также на яхте расположены бассейн, джакузи на солнечной террасе, спа-салон, дайвинг-центр, кинотеатр, пляжная зона, зона для барбекю, гараж для тендеров и две вертолётные площадки.
Спущена на воду в 2020 году.
После вторжения России на Украину в 2022 году яхта отправилась на Сейшельские острова, а затем в российский порт Владивосток, чтобы избежать захвата властями недружественных государств.
9 июля 2022 года яхта Nord была замечена в Авачинской бухте на Камчатке.
22 февраля 2023 года яхта Nord была замечена на Сейшельских островах.
18 апреля 2023 года, в полдень, яхта Nord зашла в порт Маэ, Сейшельские острова.
28 июня 2023 года вернулась на морской вокзал Владивостока.
15 августа 2023 года яхта Nord была замечена в Авачинской бухте на Камчатке.
5 марта 2024 года была замечена в порту острова Маэ, Сейшельские острова.
15 июня 2024 года находится во Владивостоке.
13 июля 2024 года яхта зашла в бухту Нагаева в Магадане.
18 июля 2024 года яхта зашла в порт Петропавловск-Камчатский на Камчатке.

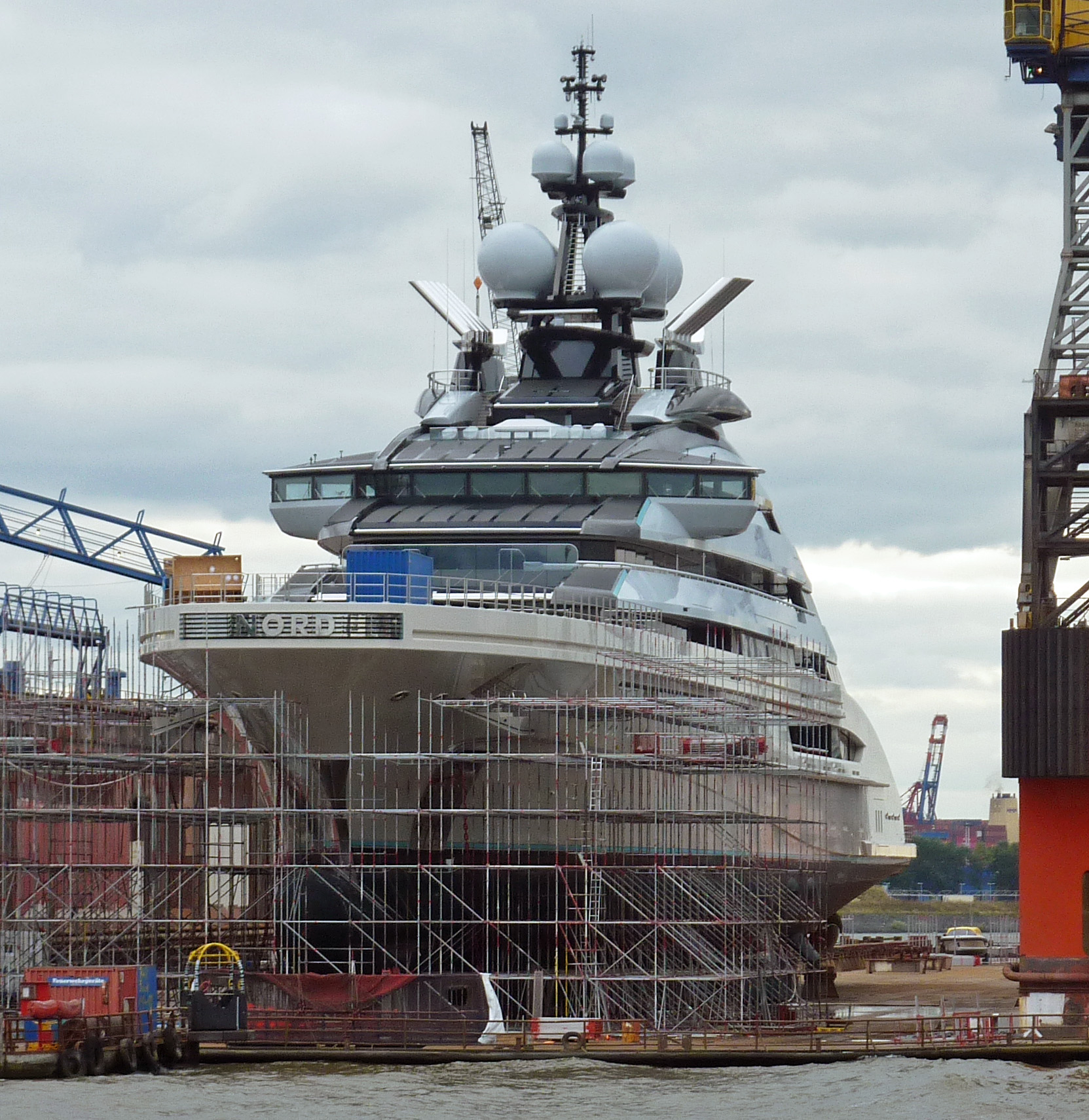
В порту судостроительной компании Blohm + Voss в Гамбурге (2021)
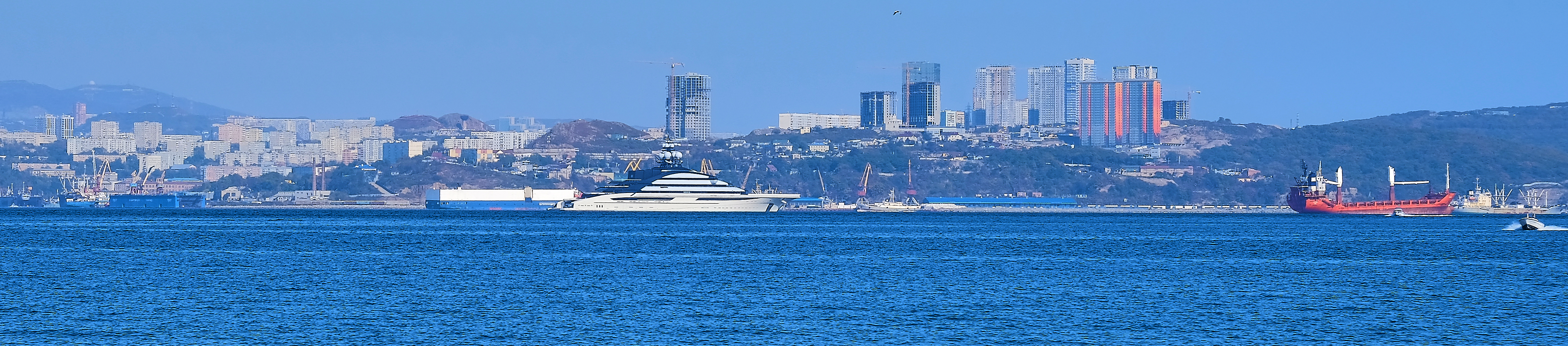
В акватории пролива Босфор Восточный во Владивостоке (2024)